# Schron pod Jaskinią Goryckiego
Schron pod Jaskinią Goryckiego – jaskinia, a właściwie schronisko, w Dolinie Kościeliskiej w Tatrach Zachodnich. Wejście do niej znajduje się w Organach, w pobliżu Bramy Kraszewskiego, poniżej Jaskini Goryckiego, Wąskiej Szczeliny i Schronu ze Świeczką, na wysokości 1047 metrów n.p.m. Jaskinia jest pozioma, a jej długość wynosi 6 metrów.

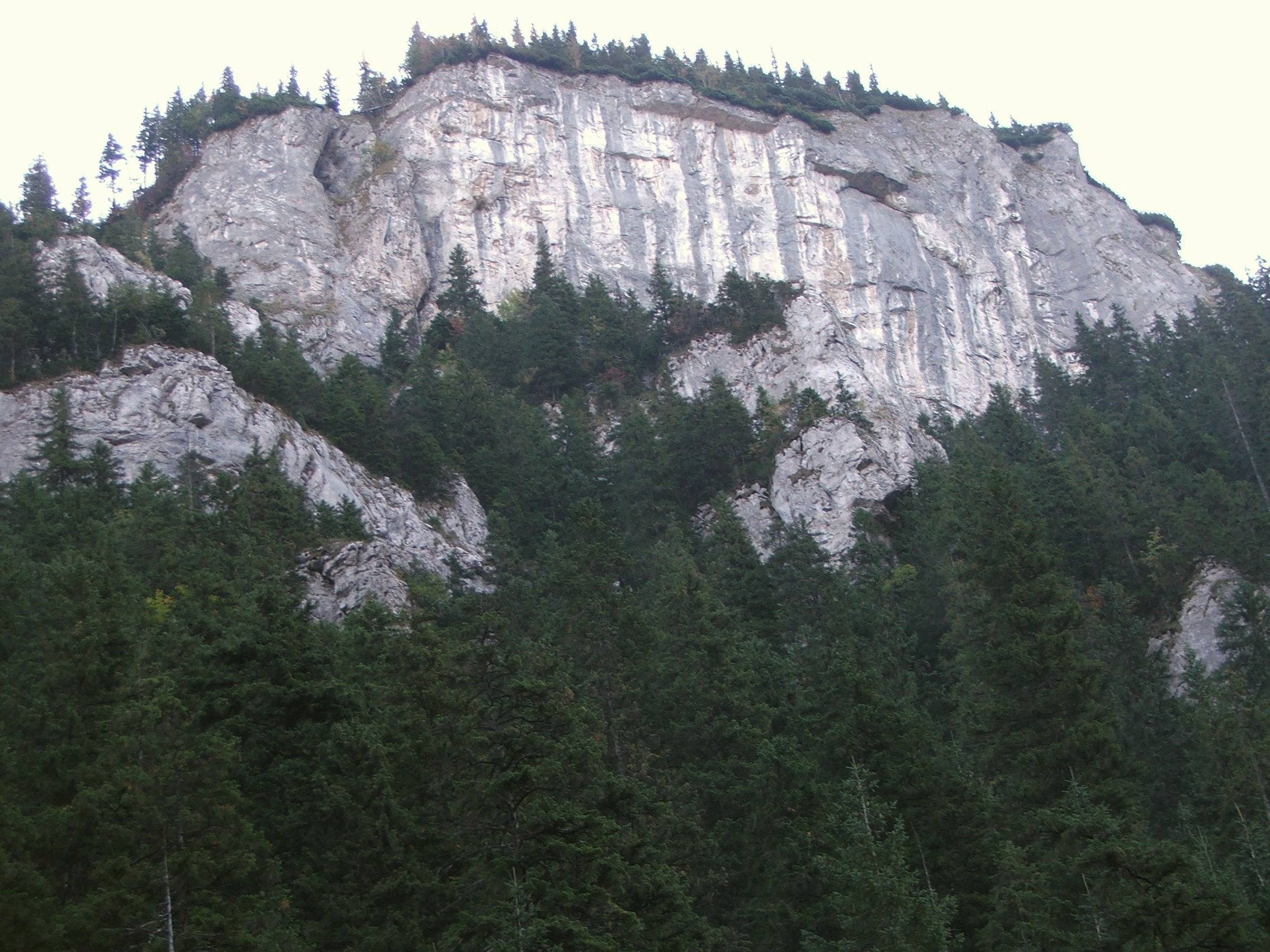
Organy w Dolinie Kościeliskiej

## Opis jaskini
Jaskinię stanowi niewielka sala zaczynająca się zaraz za dużym, szczelinowym otworem wejściowym.

## Przyroda
W jaskini brak jest nacieków. Zamieszkują ją nietoperze. Na ścianach rosną glony i porosty.

## Historia odkryć
Jaskinia była prawdopodobnie znana od dawna. Jej pierwszy plan i opis  sporządził J. Grodzicki przy pomocy E. Winiarskiego, R. M. Kardasia, A. Szabunio i P. Żarskiego w 1975 roku.